# Herrmannella duggani
Herrmannella duggani är en kräftdjursart som först beskrevs av Edward Morell Holmes och Edward Alfred Minchin 1991.  Herrmannella duggani ingår i släktet Herrmannella och familjen Sabelliphilidae. Inga underarter finns listade i Catalogue of Life.